# Žarko Korać
Žarko Korać (in serbo Жарко Кораћ?; Belgrado, 9 marzo 1947) è un politico e psicologo serbo, primo ministro della Serbia nel 2003.

## Biografia
Professore universitario docente di psicologia all'Università di Belgrado, facoltà di Filosofia, è stato uno dei fondatori della Unione Socialdemocratica, partito politico di cui attualmente (maggio 2010) è presidente. È stato vice primo ministro nel governo serbo tra il 2001 e il 2004, e primo ministro per un brevissimo periodo di tempo (17-18 marzo 2003), dopo l'assassinio di Zoran Đinđić. Korać è attualmente (2010) membro del parlamento di Serbia nella coalizione guidata dal Partito Liberal-Democratico.